# Новая волна (музыка)
Новая волна или нью-вейв (англ. New Wave) — музыкальное направление; этим термином обозначают различные жанры рок-музыки, возникшие в конце 1970-х — начале 1980-х годов и порвавшие стилистически и идейно с предыдущими жанрами рока. Общие характеристики «новой волны» включают в себя использование синтезаторов, важность стиля и искусства[прояснить], а также большее разнообразие[прояснить]. Музыка  «новой волны» является неоднозначной категорией поп- и рок-музыки в период с конца 70-х до середины 80-х, имеющей связи с панк-роком.
Музыка «новой волны» также первоначально рассматривалась как панк-рок, прежде чем выделилась в качестве отдельного жанра, включая аспекты электронной и экспериментальной музыки, субкультуры модов, диско и поп-музыки 1960-х годов. 
Новая волна отличается от постпанк-движения тем, что она отображает характеристики, общие для поп-музыки, хотя она включает в себя большую часть оригинального звука и идей панк-рока, но в то же время более сложная в музыке и текстах. 
Серьёзное влияние на визуальный и музыкальный стиль новой волны оказали Дэвид Боуи, Roxy Music и Japan.
Появление «новой волны» представляло по сути сознательное сочетание стилей эстрадной музыки разных времен, и в то же время даже подчеркнутая старомодность не вызывала кардинальных перемен в манере исполнения и аранжировки. Все оставалось по-прежнему, лишь добавлялась маленькая «модная изюминка» — то ли элементы ритма хард-рока или какой-либо другой знак современности, — но все это на фоне четких атрибутов «вчерашней» музыки.
Новая волна рассматривается в качестве одного из наиболее авторитетных жанров 1980-х годов; этот жанр стал неотъемлемой частью MTV, и популярность некоторых групп была частично связана с широкой ротацией их клипов на канале.
При этом в середине 80-х различия между новой волной и другими жанрами музыки стали стираться.
Возрождение в 90-х и начале 2000-х годов были кратковременными, но в 2004 году начался рост популярности, а в дальнейшем[когда?] «новая волна» повлияла на различные музыкальные жанры.

## Происхождение и развитие
Сам термин появился в британской музыкальной прессе в 1977 году, — по аналогии с «новой волной» в кино, призванный, таким образом, определить новое направление рок-музыки, начатое панк-роком, из которого быстро развились новые жанры: от постпанка и синти-попа до инди-рока и евро-попа. Для жанров «новой волны» характерны короткие песни энергичного ритма (наследство панк-рока и рок-н-ролла), зачастую аранжированные с обильным использованием синтезаторов (влияние Kraftwerk) при сохранении жёсткого звучания гитар. Общим для большинства групп «новой волны» было стремление к новаторству и развитию музыкальных технологий. Как следствие, в общую категорию «новой волны» можно отнести таких непохожих друг на друга исполнителей, как Devo, The Police, Japan, Talking Heads, Siouxsie and the Banshees, Public Image Limited, Depeche Mode, The Cure, Oingo Boingo, The Jam, Ultravox, Blondie, The Clash. Все они оказали определяющее влияние на танцевально-электронную музыку 1980-х годов, сформировав не только звучание десятилетия, но и его моду.

## Стили и поджанры
Определение «новая волна» — очень противоречивое и неоднозначное — впервые стало циркулировать в статьях музыкальных критиков Ника Кента и Дэйва Марша для определения музыкального жанра, в котором работали такие нью-йоркские группы, как Velvet Underground и New York Dolls. Более употребительным стало в 1976 году в некоторых панк-фэнзинах. В ноябре 1976 года Кэролин Кун в своей статье использовала этот термин с подачи Малкольма Макларена, чтобы классифицировать группы, играющие уже не совсем панк-рок, но вышедшие из панк-среды. Термин был использован в этом же смысле музыкальным журналистом Чарльзом Шааром Мюрреем в его комментариях по поводу группы The Boomtown Rats. В период с 1976 по 1977 определения «панк» и «новая волна» были взаимозаменяемыми. К концу 1977 года возобладал термин «новая волна» для описания новой андерграундной музыки в Великобритании.
В Соединенных Штатах звукозаписывающей фирме Sire Records нужно было как-то обозначить стиль групп, которые часто выступали в клубе CBGB и недавно подписали с ней контракт. Так как консультанты посоветовали не использовать слово «панк», не считая его серьёзным, остановились на термине «новая волна».
Следует все же заметить, что первоначально этим термином в США обозначались британские панк-группы. Начиная с декабря 1976 г. журналисты The New York Rocker, которые недолюбливали панк-рок, с энтузиазмом ухватились за новый термин, применяя его к стилю групп The Ramones и Talking Heads.
Историк музыки Вернон Джойнсон утверждает, что «новая волна» «накатила» на Великобританию в конце 1976 года, когда многие группы начали отстраняться от панка. Музыка, которая последовала за анархическим этосом гаражных групп типа Sex Pistols, становилась более экспериментальной и разнообразной. Чтобы было лучше понятно, что собой представляла британская «новая волна» в самом начале, достаточно упомянуть таких музыкантов паб-рок-сцены, как Иэн Дьюри, Ник Лоу, Eddie and the Hot Rods и Dr. Feelgood, а также — согласно Allmusic — «рассерженных интеллигентных» поэтов-исполнителей, таких как Элвис Костелло, Джо Джексон и Грэм Паркер. В США к первым «нововолновым» группам относятся Talking Heads, Mink DeVille и Blondie. В сборнике 1977 г. под названием New Wave, вышедшем на фирме Phonogram Records, были представлены Dead Boys, Ramones, Talking Heads и The Runaways.
«Пауэр-поп» — жанр, который возник ещё до появления панка, в конце 1970-х стал ассоциироваться с «новой волной», так как короткие запоминающиеся песни пауэр-поп-групп хорошо соответствовали духу времени. The Romantics, The Records, The Motors, Cheap Trick, 20/20 и The Knack были самыми успешными представителями этого жанра. Оживление ска усилиями The Specials, Madness и The Beat добавило юмора и танцевального бита.
Новая романтическая сцена появилась в Лондоне в ночных клубах Billy’s и Blitz и была связана с группами Japan, Ultravox, Visage, Adam and the Ants, Bow Wow Wow, Soft Cell, ABC и Culture Club. Также одними из пионеров новой романтики были Classix Nouveaux.
Термин постпанк был придуман для описания таких групп, как Siouxsie and the Banshees, Joy Division, Gang of Four и The Cure, которые изначально рассматривались как часть новой волны, но исполняли более серьёзную, сложную и менее поп- ориентированную музыку. Некоторые из этих групп использовали синтезаторы. Постпанк повлиял на появление готик-рока.
Группа Kraftwerk одной из первых стала широко использовать синтезаторы. В 1975 году их сингл Autobahn достиг № 11 в Великобритании. В 1978 году Гэри Ньюман впервые увидел синтезатор и стал использовать. К 1979 году его группа Tubeway Army выпустила 3 альбома, 2 сингла попали в британский Top 20 и № 10 в США. Снижение цены и простота использования инструментов привело к появлению новых групп, вдохновленных Kraftwerk. В то время как Tubeway Army использовали традиционные инструменты, новые группы использовали только синтезаторы. Синти-поп стал oчень популярным и вытеснил с дискотек вышедшее из моды disco. К Синти-попу относятся такие группы, как The Human League, Depeche Mode, Soft Cell, New Order, Orchestral Manoeuvres in the Dark, Ultravox, Kajagoogoo, и Thompson Twins.
В начале 1980-х годов новая волна скрещивалась с африканскими и афро-американскими стилями. Adam and the Ants и Bow Wow Wow, имевшие связи с бывшим менеджером Sex Pistols Малькольмом Маклареном, а также Naked Eyes использовали в своих песнях стиль барабанов Бурунди. Альбом Remain in Light группы Talking Heads имел множество положительных отзывов и оценивался, как слияние нью-вейва и африканского стиля, хотя Крис Франц заявил, что он узнал о африканском влиянии после свершившегося факта. Второе британское вторжение находилось под сильным влиянием фанка и диско.

## Различия в США и Великобритании
Существуют различия между Соединенными Штатами и Соединенным Королевством в том, как новая волна развивалась. Новая волна в Великобритании гораздо более тесно была связана с панком. В то время панк-рок был основным явлением на рок-сцене Англии и незначительным в Соединенных Штатах. Таким образом, когда новая волна стала распространяться в Америке, панк был почти неизвестен для широкой аудитории. Британские СМИ давали более конкретные рамки в определении жанра и групп, что давало больше свободы в освещении музыкального течения, чем у американских журналистов. Сообщения о событиях панк-музыки в Великобритании стали основными и считались уникальными культурными событиями. Постепенно следы панка исчезли из нью-вейва, а к новой волне стали причислять группы Duran Duran, Wham! и поп-исполнителей, использующих синтезаторы. Новая волна фактически закончилась в середине 1980-х годов.

## Влияние «новой волны» на музыку в СССР
В СССР в 1980-х годах произошёл расцвет советского рок-движения, и множество рок-групп тогда играли музыку, если не являющуюся «новой волной» в западном понимании этого термина, то, по крайней мере, очень насыщенную её элементами. Фактический старт направления произошёл на фестивале в Долгопрудном в декабре 1982 года. В 1983 году самиздатом распространяется альбом «Банановые острова», оперировавший средствами «новой волны» и оказавший сильное влияние на мышление рок-музыкантов 1980-х годов.
Огромный вклад и значительный толчок первоначальному развитию «новой волны» в СССР внесла московская рок-группа «Карнавал», затем — образовавшийся от неё «Динамик», после чего эстафету «новой волны» подхватили группы «Альянс», «Центр», «Рондо» (с Михаилом Литвиным). Основными центрами популяризации «новой волны» в СССР были Ленинград, а позже — Свердловск. Самые известные группы, представлявшие это направление: «Кино», «Аквариум», «Центр», «Телевизор», Nautilus Pompilius (периода 1985—1988), «Закрытое предприятие», «Алиса» (первый альбом «Энергия»), «АукцЫон», «Оберманекен», «Николай Коперник», а также композитор Юрий Чернавский, «Браво» (альбом «Ансамбль „Браво“»), «Мумий Тролль» (альбомы «Новая луна апреля» — 1985 г. и «Делай Ю-Ю» — 1990 г.).
В 10-х годах в России произошло частичное возвращение интереса к отечественному нью-вейву. Ряд групп эпохи 80-х возобновили свою творческую деятельность.

## После периода расцвета
К концу 1980-х годов большинство групп «новой волны» конца 1970-х либо прекратили своё существование, либо разработали своё собственное звучание, порывающее с прежними приёмами. При этом появились новые коллективы, как правило, из континентальной Европы, которые успешно стали использовать арсенал технологических и мелодических находок «новой волны» (особенно жанра синти-поп и хай-энерджи): Alphaville, Camouflage, a-ha, Mecano и др.
На рубеже столетий, одновременно с возрождением моды 1980-х, «новая волна» обрела новую популярность, вернее, лишь один из жанров этого направления — электроклэш (группы Ladytron, Client).